# Fame – Der Weg zum Ruhm (Fernsehserie)
Fame – Der Weg zum Ruhm ist eine US-amerikanische Fernsehserie, die in den USA von 1982 bis 1987 in sechs Staffeln ausgestrahlt wurde. In Deutschland sendete die ARD nur 26 der 39 Episoden der ersten und zweiten Staffel, die übrigen der insgesamt 136 Episoden wurden in Deutschland nie ausgestrahlt. Die Serie basierte auf dem 1980 produzierten gleichnamigen oscarprämierten Film Fame – Der Weg zum Ruhm, der unter der Regie von Alan Parker entstand und in dem die Darsteller Debbie Allen, Albert Hague, Gene Anthony Ray und Lee Curreri bereits die gleichen Rollen gespielt hatten. Die Serie wurde ebenso wie der Film von Christopher Gore entwickelt.

## Handlung
An der New Yorker „High School Of Performing Arts“, der Schule für darstellende Künste, lernen junge Nachwuchskünstler die Grundlagen für eine Karriere im Showgeschäft. Zu den Hauptcharakteren der Serie gehören der Keyboarder Bruno Martelli (Lee Curreri), die Sängerin Coco Hernandez (Erica Gimpel), der Komiker Danny Amatullo (Carlo Imperato), die Schauspieler Montgomery MacNeil (P. R. Paul) und Doris Schwartz (Valerie Landsburg), der Tänzer Leroy Johnson (Gene Anthony Ray) und die Cellistin Julie Miller (Lori Singer). 
Tanzlehrerin Lydia Grant (Debbie Allen), Musiklehrer Benjamin Shorofsky (Albert Hague), die strenge Englischlehrerin Elizabeth Sherwood (Carol Mayo Jenkins) und Schauspiellehrer Gregory Crandall (Michael Thoma) unterrichten die talentierten Studenten.
Der Erfolg der Serie beruhte sowohl in den USA als auch in Deutschland auf der Vielseitigkeit der Schauspieler, die in jeder Folge in mehreren Liedern auch ihr musikalisches Talent unter Beweis stellen konnten. Insgesamt sind vier Schallplatten mit Musik aus Film und Serie veröffentlicht worden.

## Episoden
In Deutschland wurden 26 Episoden ausgestrahlt: 
- 1. Die Prüfung
- 2. Die Rivalinnen
- 3. Unerwünschte Gäste
- 4. Stromausfall
- 5. Der Schmetterling
- 6. Schlechte Vorzeichen
- 7. Der Streik
- 8. Auftritte
- 9. Starallüren
- 10. Und nichts als die Wahrheit
- 11. Der Journalist
- 12. Falsches Mitleid
- 13. Das Geheimnis im Keller
- 14. Erinnerungen
- 15. Die Kündigung
- 16. Rollenspiele
- 17. Der Außenseiter
- 18. Enttäuschungen
- 19. Die Lektion
- 20. Niemand ist vollkommen
- 21. Entscheidungsfreiheit
- 22. Der verlorene Sohn
- 23. Verblasste Sterne
- 24. Segen der Technik
- 25. Der Freundschaftstag
- 26. Das große Spiel

## DVD
Am 1. November 2005 hat Sony Pictures Entertainment in den USA die erste Staffel der Fernsehserie mit Regionencode 1 als DVD veröffentlicht. Diese ist inzwischen vergriffen, da die Rechte an der Serie an 20th Century Fox gegangen sind. 20th Century Fox veröffentlichte 2009 die ersten beiden Staffeln mit Regionencode 1 und 2.